# Sheryl Lee
Sheryl Lee, ameriška televizijska in filmska igralka, * 22. april 1967, Augsburg, Nemčija. 
Najbolj znana je po vlogi Laure Palmer v televizijski seriji Twin Peaks.